# Избавление (фильм, 1981)
«Избавление» (хинди सदगति, Sadgati) — фильм-драма 1981 года индийского режиссёра Сатьяджита Рая.

## Сюжет
Неприкасаемый Дукхи отправился к брамину, чтобы попросить его установить благоприятный день для предстоящей свадьбы своей дочери. Брамин обещает выполнить просьбу, если Дукхи отработает у него по хозяйству.
Больной и слабый после перенесённой лихорадки, Дукхи соглашается и начинает с уборки дома брамина. Когда брамин попросил срубить огромное дерево, гнев Дукхи стал увеличиваться с каждым ударом топора. Из-за работы на палящем солнце, голода и недоедания, он умирает. Труп лежит близко к дороге, которая ведёт к деревенскому колодцу.
Поздно вечером, когда никто не смотрит, брамин обвязывает верёвкой ногу трупа и оттаскивает его за пределы деревни, после чего окропляет святой водой дорогу, чтобы очистить её от неприкасаемого.

## В ролях
| Актёр             | Роль         |
| ----------------- | ------------ |
| Ом Пури           | Дукхи        |
| Смита Патиль      | Джхурия      |
| Мохан Агаше       | брамин       |
| Гита Сиддхарт     | жена брамина |
| Рича Мишра        | Дхания       |
| Салил Дхар Диван  |              |
| Шьям Сундар Шарма |              |
| Вахид Шариф       |              |
| Ананд Чаубе       |              |
| Ананд Верма       |              |

## Награды
- Special Jury Award, Нью-Дели, 1981